# Nicholas Monsarrat
Nicholas John Turney Monsarrat (ur. 22 marca 1910, zm. 8 sierpnia 1979) – brytyjski pisarz, autor powieści "Okrutne morze". 
Studiował prawo w Trinity College na Uniwersytecie Cambridge .

## Twórczość
- The Visitor
- This Is The Schoolroom
- My brother Denys
- The Whipping Boy (1936)
- Three Corvettes (1945 and 1953)
- H.M.S. Marlborough Will Enter Harbour (1949)
- The Cruel Sea (1951)
- The Story of Esther Costello (1952)
- The Ship That Died of Shame (1959)
- H M Frigate
- The Tribe That Lost Its Head (1956)
- The Nylon Pirates (1960)
- The White Rajah (1961)
- The Time Before This (1962)
- Smith and Jones (1963)
- Something to Hide (1963)
- A Fair Day's Work (1964)
- Life is a four letter word: Breaking in (London, 1966) - autobiografia
- Richer Than All His Tribe (1968)
- Life is a four letter word: Breaking out (London, 1970) - autobiografia
- The Kappillan of Malta (1973)
- The Master Mariner - nieukończona